# HD 154153
HD 154153，又名CD-4311396，SAO 227615、HR 6338，是一颗恒星，视星等为6.19，位于銀經342.98，銀緯-1.9，其B1900.0坐标为赤經16h 58m 35.7s，赤緯-43° -1.9′ 0″。